# 위구르 문자
위구르 문자(Old Uyghur alphabet)는 8세기 무렵부터 중앙아시아에서 주로 사용된 위구르어 표기에 사용된 문자이다.

## 개요
아람 문자에서 파생된 소그드 문자를 개량하여 만든 것으로, 소그드 문자의 초서체에서 파생했다. 
오른쪽에서 왼쪽으로 쓰는 가로쓰기인 아람 문자와 다르게 세로쓰기를 하는 문자체계이다. 
현재의 히브리 문자, 시리아 문자, 아랍 문자와 같이 아람 문자 계통이다. 이후 위구르 문자의 계통은 이후 몽골 문자로 이어진다.

## 같이 보기
- 위구르어
- 톈산 위구르 왕국
- 몽골 제국
- 돌궐 문자